# Herstappe
Herstappe este o comună din regiunea Flandra din Belgia. Herstappe este una dintre comunele belgiene cu facilități lingvistice pentru populația francofonă, fiind situată lângă frontiera dintre Flandra și Valonia. Datorită acestui statut special, comuna este una dintre cele mai mici și mai puțin populate comune din Belgia, ea nefiind afectată de reorganizările administrative din anii 1970. Suprafața totală a comunei este de 1,35 km². La 1 ianuarie 2008 comuna avea o populație totală de 84 locuitori. 
1. ↑  GeoNames, accesat în 9 iulie 2017